# Museu Regional de Belas Artes de Oremburgo
O Museu Regional de Belas Artes de Oremburgo (em russo: Оренбургский музей изобразительных искусств) é um museu localizado na cidade de Oremburgo, no oblast homônimo, na Federação Russa.
O Museu Regional de Belas Artes de Oremburgo foi inaugurado em um prédio construído em 1814 pelo projeto do arquiteto M. P. Malakhov (1781–1842). Inicialmente, o edifício foi o Conselho Municipal. Hoje o edifício é um dos monumentos culturais do século XIX. Em 1870, o edifício foi parcialmente reconstruído.
O iniciador do museu foi o crítico de arte Varlamov Sergey Andreevich (1908-1971). Ele também foi o primeiro diretor entre os anos de 1960 e 1969. O museu inclui obras do acadêmico Lukian Vasilyevich Popov (1873-1914), que viveu e trabalhou em Oremburgo. Algumas das outras exposições foram obtidas do Museu de Estudos Regionais de Oremburgo, da Galeria Tretiakov, do Museu Russo, do Museu de Arte Radishchev (Saratov) e coleções particulares.
O museu é reabastecido com obras de arte decorativa e aplicada por artesãos locais (miniaturas de laca, ícones, lenços de pena). 